# Asclepias exaltata
Asclepias exaltata är en oleanderväxtart som beskrevs av Carl von Linné. Asclepias exaltata ingår i släktet sidenörter, och familjen oleanderväxter. Inga underarter finns listade i Catalogue of Life.